# Корольков, Сергей Григорьевич
Сергей Григорьевич Корольков (14 октября 1905 — 19 марта 1967, Нью-Йорк, Нью-Йорк) — русский скульптор и иллюстратор.

## Биография
Сергей Григорьевич Корольков родился в 1905 году в хуторе Павлове Константиновской станицы Области Войска Донского в зажиточной семье казаков-старообрядцев. Род Корольковых был известен своими конными заводами в сальских степях.
После невзгод Гражданской войны был приглашен учиться в Ростов-на-Дону, куда Корольков пришел пешком зимой. Переходя Дон, провалился под лед, но сумел выбраться, остался переночевать у художника Сергея Дмитриевича Михайлова — преподавателя Ростовского художественного училища. Несмотря на то, что учебный год уже давно начался, Королькова приняли в училище. Вместе с ним на одном курсе учился другой скульптор — Евгений Вучетич, будущий автор мемориала на Мамаевом кургане и многих других произведений.
После окончания учёбы Корольков и Вучетич поступают в Ленинградскую академию художеств, однако через некоторое время профессора академии заявили Королькову: «Вас нам нечему учить. Талант настолько отшлифован, что дальнейшее обучение может только навредить». Корольков возвращается в Ростов, где создает цикл рисунков и скульптур, посвященных истории казачества и Гражданской войны. Работая в ростовском краеведческом музее, он знакомится с донским историком-краеведом М. Б. Краснянским.
В начале 1930-х годов архитекторы Щуко и Гельфрейх строят в Ростове здание Драматического театра. Для скульптурного оформления здания они привлекают Королькова и Вучетича. Королькову поручается создание скульптурных композиций на фасаде здания, Вучетич создает скульптурную группу фонтана с западной стороны.
Сергей Корольков дружил с Михаилом Шолоховым и иллюстрировал его роман «Тихий Дон». У Шолохова с Корольковым установились теплые отношения. «Дорогой Королёк» — называл Сергея Григорьевича Шолохов в своих письмах.
Корольков оформлял советский павильон на международной выставке во Флашинг Медоу под Нью-Йорком, вместе с Вучетичем оформлял гостиницу «Ростов» в Ростове-на-Дону и фонтан «Богатырь» на углу пр. Будённовского и ул. Красноармейской.
После захвата нацистами Ростова-на-Дону, вместе с историком Краснянским Корольков входит в состав марионеточного Донского правительства. После Сталинградской битвы, до вступления Красной армии на Дон, многие из уцелевших казачьих семей предпочли отправиться на запад. Ушёл с немцами и Корольков со своей женой — Елизаветой Ивановной. В Германии он создаёт бюст Гитлера, который настолько понравился властям Третьего Рейха, что его изображение попадает на марки почтового ведомства Германии. После окончания войны Корольков содержался в лагере для перемещенных лиц. Ему удалось избежать выдачи Советскому Союзу благодаря заступничеству своего родственника — Николая Евдокимовича Королькова — члена Донского Казачьего круга в изгнании, эмигрировавшего во время Гражданской вместе с войсками Врангеля. Корольков с женой переехал в США, где создал большое полотно — «Выдача казаков в Лиенце», воспроизводящее избиение и выдачу казаков советским властям в Лиенце в 1945 году.
До своей смерти жил в США, где возглавлял Ассоциацию скульпторов США. Им созданы широко известные в этой стране памятники Франклину Рузвельту и Аврааму Линкольну.
Непримиримость Королькова к советской власти была безоговорочной. На вопрос, не желает ли он посетить выставку в Нью-Йорке, на которой экспонируется его же работа, он ответил, что с советской властью у него никакого сношения быть не может, и своим денежным взносом за входной билет валютой субсидировать советские заграничные авантюры не намерен. Когда в 1959 году в США приехал Никита Хрущёв, в состав советской делегации был включён и Михаил Шолохов, которому было поручено уговорить Королькова возвратиться на Дон. Корольков отказался встречаться с Шолоховым.
Умер Корольков в 1967 году. Могила Сергея Григорьевича и его супруги Елизаветы Ивановны находится на Свято-Владимирском погосте под Джексоном, штат Нью-Джерси, США.

## Память

Памятная доска в Ростове-на-Дону

- В 2000 году на фасаде Ростовского академического театра драмы им. М. Горького была установлена мемориальная доска в честь Сергея Королькова[5].
- в 2009 году стараниями Н. С. Посиделова на хуторе Шмат Азовского района Ростовской области был создан и открыт для посещения Народный музей Сергея Королькова[6][7][8].
- В январе 2023 года сценарий документального фильма о Сергее Королькове «Дорогой Королёк или Монументальный антисоветчик» (автор Галина Пилипенко) был отмечен Специальным дипломом жюри конкурса журналистов «Искра Юга 2022»[9].

## Известные работы
- Горельефы «Гибель Вандеи» и «Железный поток» на фасаде Ростовского драматического театра.[1]
- Иллюстрации к роману «Тихий Дон» М. Шолохова.
- Иллюстрации к роману «На Хопре» Д. Петрова-Бирюка.
- Иллюстрации к роману «Железный поток» А. Серафимовича.
- Иллюстрации к роману «Как закалялась сталь» Н. Островского.